# Lionel Duroy

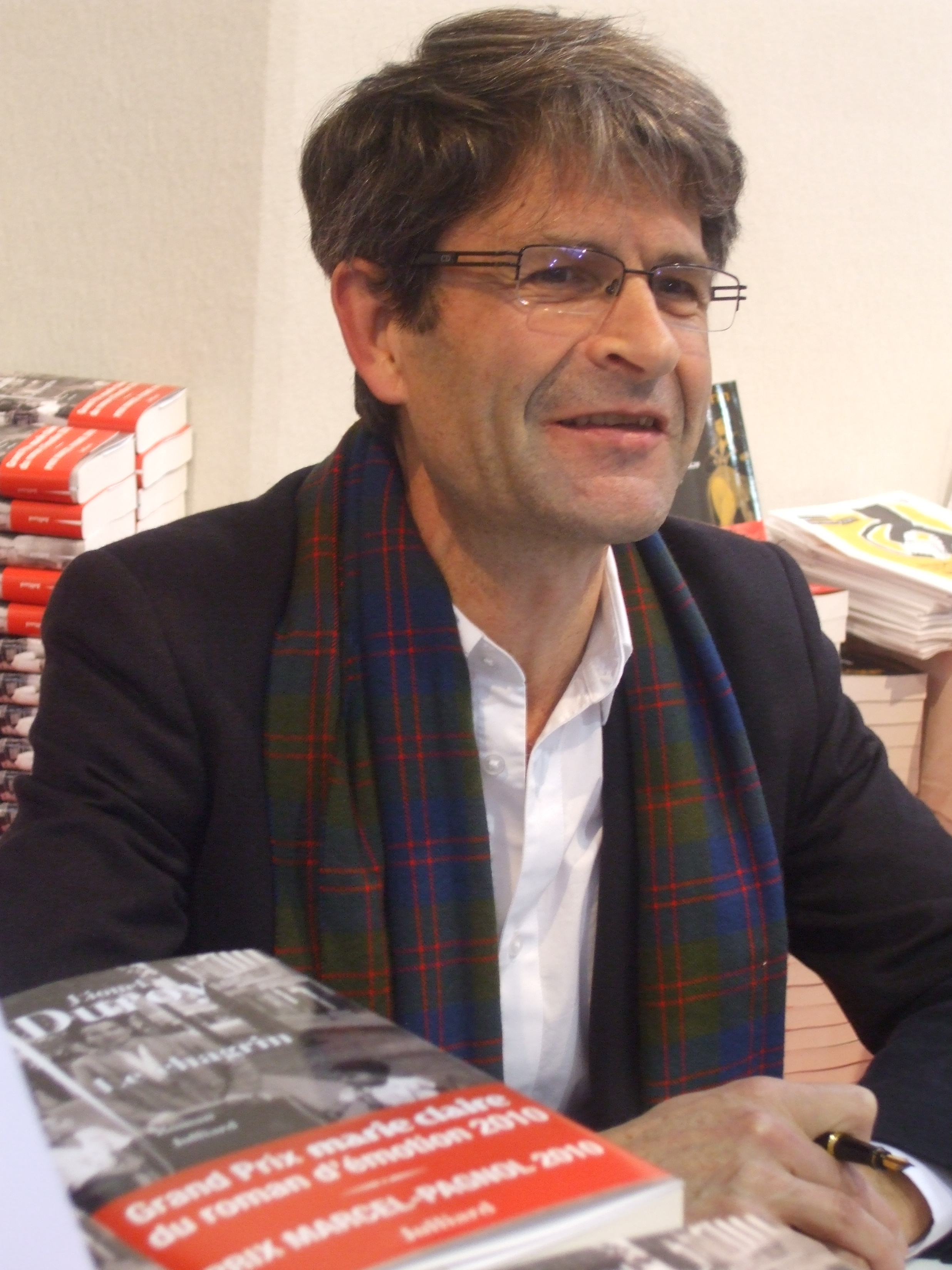
Lionel Duroy, 2010

Lionel Duroy de Suduiraut (* 1. Oktober 1949 in Bizerte, Tunesien) ist ein französischer Journalist und Schriftsteller.

## Biografie
Lionel Duroy entstammt einem verarmten französischen Adelsgeschlecht. Seine Familie hat über eine lange Zeit rechtsextremes Gedankengut vertreten. Seine Kindheit in diesem Umfeld hat ihn stark geprägt und zeigt sich als wiederkehrendes Thema in seinen Romanen.
Lionel Duroy hat zunächst als Lieferant, Kurierfahrer und Handwerker gearbeitet, später war er als Journalist bei den französischen Zeitungen ‚Libération‘ und ‚L’Événement du jeudi‘ tätig. Seit der Veröffentlichung seines ersten Romans 1990 widmet er sich ausschließlich dem Schreiben, hauptsächlich mit autobiografischem Bezug. Darüber hinaus ist er der Biograf einiger berühmter Personen, z. B. Nana Mouskouri.
Er hat mehr als 12 Romane veröffentlicht (von denen einige verfilmt wurden), aber auch Essays über den Balkankrieg und andere Krisengebiete.
Im Jahr 2012 wurde sein Roman L’hiver des hommes mit dem Prix Renaudot, ein Jahr später mit dem Joseph-Kessel-Preis ausgezeichnet. Er erschien im Herbst 2017 beim Verlag Edition Contra-Bass erstmals auf Deutsch.
Sein autobiografischer Roman Le Chagrin erhielt den Grand prix Marie Claire du roman d'émotion 2010 sowie den Prix Marcel Pagnol im selben Jahr und erschien unter dem Titel Der Kummer im Herbst 2014 beim Verlag Edition Contra-Bass erstmals auf Deutsch.
Lionel Duroy war zweimal verheiratet und hat vier Kinder. Er lebt im Süden Frankreichs.

## Bibliografie
- Hienghène, le désespoir calédonien, Paris, Bernard Barrault, 1988
- L’Affaire de Poitiers, Paris, Bernard Barrault, 1988
- Priez pour nous, Paris, Bernard Barrault, 1990
- Je voudrais descendre, Paris, Éditions du Seuil, Anthologie. « Cadre rouge », 1993
- Il ne m'est rien arrivé, Paris, Mercure de France, Anthologie. « Bleue », 1994
- Comme des héros, Paris, Fayard, Anthologie. « Libres », 1996
- Mon premier jour de bonheur, Paris, Julliard, 1996
- Des Hommes éblouissants, Paris, Julliard, 1997
- Un jour je te tuerai, Paris, Julliard, 1999
- Trois couples en quête d'orages, Paris, Julliard, 2000
- Méfiez-vous des écrivains, Paris, Julliard, 2002
- Le Cahier de Turin, Paris, Julliard, 2003
- Écrire, Paris, Julliard, 2005
- Le Chagrin, Paris, Julliard, 2010
- Colères, Paris, Éditions Julliard, 2011
- Survivre avec les loups. La véritable histoire de Misha Defonseca, Paris, XO Édition, 2011
- L’Hiver des hommes, Paris, Julliard, 2012
- Vertiges, Paris, Julliard, 2013
- Der Kummer, Hamburg, Edition Contra-Bass, 2014 (Le Chagrin, übersetzt von Gerd Stange)
- Échapper, Paris, Julliard, 2015
- Winter der Menschen, Hamburg, Edition Contra-Bass, 2017 (L’Hiver des hommes, übersetzt von Gerd Stange)